# Tetherin
Tetherin (von engl.: to tether = anheften), auch als bone marrow stromal antigen 2, BST2 oder HM1.24 bezeichnet, ist ein beim Menschen durch das Gen BST2 kodiertes Interferon-induziertes Protein und Restriktionsfaktor. Es ist ein Vertreter des sogenannten Cluster of differentiation und wird in der Liste der humanen CD-Antigene als CD317 (cluster of differentiation 317) geführt.
Tetherin spielt eine wichtige Rolle beim Schutz menschlicher Zellen vor einer Infektion mit Viren, indem es die Freisetzung von Virionen (Viruspartikel) von Retroviren und anderer behüllter Viren verhindert. So ist Tetherin gemeinsam mit der APOBEC3-Proteinfamilie und dem Restriktionsfaktor TRIM5α ein wichtiger Bestandteil der angeborenen antiviralen Immunität.
Die Induktion des 30–36 kDa schweren Tetherins erfolgt als Teil des antiviralen Programms einer Zelle durch das Alpha-Interferon oder – auf Proteinebene – während der B-Zell-Aktivierung. Auf Grund seiner Expression in B-Lymphozyten wird das Protein mit dem Wachstum von Vorläufer-B-Zellen und der terminalen Differenzierung von Plasmazellen in Zusammenhang gebracht.

## Struktur
Das aus 180 Aminosäuren bestehende Tetherin ist ein integrales Typ 2-Transmembranprotein, das aus vier Proteindomänen aufgebaut ist: einen in das Cytoplasma ragenden Amino-Terminus (N-Terminus), eine einzelne Transmembrandomäne, eine extrazelluläre Domäne und einen Carboxy-Terminus (C-Terminus) mit einem Glycosyl-Phosphatidyl-Inositol-Anker (GPI-Anker).  Thetherin-Moleküle, die keinen Virus gebunden haben, sind mit beiden Enden fest in der Zellmembran verankert. Sie sind auf der Zelloberfläche und in perinuklearen Zellkompartimenten repräsentiert. Hierbei lagern sich jeweils zwei Tetherin-Moleküle in paralleler Orientierung aneinander, wodurch ein durch mehrere Disulfidbrücken stabilisiertes Homodimer entsteht.

## Antiviraler Wirkmechanismus
Tetherin ist ein humanes zelluläres Protein, welches durch Alpha-Interferon induziert wird und nach Expression an der Zelloberfläche eine Infektion mit Retroviren und anderen behüllten Viren inhibiert, indem es die Freisetzung neu gebildeter Viren aus infizierten Zellen verhindert. Hierbei „klebt“ es – daher der Name – die Virusnachkommen an die Zellmembran und unterdrückt so deren Abknospung und die Diffusion in das extrazelluläre Milieu.
Nach derzeitigem Kenntnisstand entfaltet sich der antivirale Wirkmechanismus wie folgt: Beim Abknospen (Budding) des Virus von der Zelloberfläche im Zyklus der Virusinfektion, integriert sich eine der beiden Membrandomänen – die Transmembrandomäne oder der GPI-Anker – des Tetherins in die neu entstandene virale Membran (Virushülle), während die andere in der Plasmamembran der Zelle verbleibt. Auf diese Weise bleibt das neu gebildete Virus fest mit der Zelle verbunden und kann nicht abdiffundieren. Das Aussäen (Dissemination) der Viruspartikel und die die damit verbundene Infektion weiterer Zellen wird somit wirkungsvoll unterbunden.
Vieles spricht dafür, dass das Tetherin bei der Inkorporation in die Virushülle als paralleles Homodimer vorliegt. Für das Anheften eines Viruspartikels an die Zelle stehen somit insgesamt vier Membrananker zur Verfügung, je zwei für Zell- bzw. Virusmembran. Für die Entfaltung der antiviralen Aktivität scheint jedoch eine Dimerisierung von zwei Tetherin-Molekülen nicht zwingend erforderlich zu sein, auch scheint es ausreichend, wenn nur einer der beiden Membrananker des Dimers die Virushülle infiltriert.
Nachdem Untersuchungen des akzessorischen Proteins Vpu von HIV-1 zur Entdeckung von Tetherin als neuartiger Bestandteil der angeborenen Immunabwehr des Menschen gegen Retroviren führte, konnten weiterhin gezeigt werden, dass Tetherin auch die Freisetzung anderer behüllter Viren, u. a. aus der Familie der Filoviren (z. B. Marburg-Virus), der Familie der Arenaviren (z. B. Lassa-Virus) und der Familie der Herpesviren blockiert.
Aufgrund der Erkenntnisse über die Wirkungsweisen von Tetherin und Vpu vertreten manche Forscher die Ansicht, dass die Hemmung der Funktion des viralen Vpu-Proteins und die konsequente Mobilisierung der antiviralen Aktivität des humanen Tetherins eine potentielle Strategie im Kampf gegen HIV/AIDS darstellen könnte.
Neben Tetherin sind derzeit noch zwei weitere antivirale Restriktionsfaktoren bekannt, APOBEC3 und TRIM5α. Sie führen entweder zu inaktivierenden Hypermutationen im viralen Genom oder zu einer Inaktivierung der eindringenden Viruskapside und unterschieden sich somit in ihrem Wirkmechanismus völlig von dem des Tetherins.

## Blockierung der antiviralen Aktivität
Einige Viren blockieren die antivirale Wirkung des Tetherins mit Hilfe bestimmter viraler Proteine. Beispiele für solche sogenannten viralen Tetherin-Antagonisten finden sich in verschiedenen Stämmen behüllter Viren: Vpu-Protein von HIV-1, Env-Protein von HIV-2 und SIV, Nef-Protein von SIV, das Glykoprotein der Virushülle (envelope glycoprotein) des Ebolavirus, das K5-Protein des Humanen Herpesvirus 8 und das Hämagglutinin und die Neuraminidase mancher Influenzaviren. Die Ausschaltung des Tetherins und anderer Restriktionsfaktoren trägt nicht nur zur Erhöhung der Pathogenität der Viren bei, sondern erleichtert auch die Übertragung von einer Spezies auf eine andere (Zoonose). Die zugrunde liegenden antagonistischen Mechanismen sind sehr unterschiedlich und schließen, soweit heute bekannt, virale Kooption (verstärkendes Zusammenwirken) endosomaler Membrantransportprozesse und Proteindegradationswege ein, zu denen auch die Ubiquitinierung zu zählen ist.
Im Folgenden werden einige virale Strategien zur Blockierung von Tetherin erörtert.
Die antivirale Aktivität von Tetherin kann durch bestimmte akzessorische Proteine von HIV-1 und HIV-2 unterbunden werden. So hat HIV-1 der Hauptgruppe M (von major) die Fähigkeit, humanes Tetherin mittels seines Vpu-Proteins äußerst effizient auszuschalten, ohne dabei die zweite wichtige Funktion von Vpu, den Abbau des CD4-Rezeptors, einzubüßen. Durch die Entfernung von CD4 von der Oberfläche der Wirtszelle erhöht sich die Freisetzung und somit die Infektiosität bzw. Pathogenität der Viruspartikel. Diese besondere Eigenschaft des Gruppe-M-Vpu-Proteins, über die die Mitglieder der anderen Gruppen (N, O, P) von HIV-1 und HIV-2 nicht verfügen, ist eine mögliche Erklärung für die besonders hohe Virulenz dieser Viren und für deren pandemische Verbreitung: HI-Viren der Gruppe M sind weltweit für etwa 90 % aller HIV-Infektionen und AIDS-Fälle verantwortlich. Die Mitglieder der anderen Gruppen (N, O, P) verfügen dagegen nicht über die vollständige antivirale Aktivität des Vpu-Proteins. So weisen die Vpu-Proteine der Stämme O und P keine Aktivität gegen Tetherin auf, während das Vpu von Stamm N zwar die Anti-Tetherin-Aktivität besitzt, jedoch im Gegenzug die Fähigkeit zur Degradation des viralen CD4-Rezeptors nicht hat. Diesen Stämmen gelingt es daher deutlich schwerer, die Tetherin-Barriere zu meistern, sie sind nicht so "optimal" an den Menschen angepasst wie die Gruppe M-Viren und folglich bei weitem weniger verbreitet.
Der genaue Mechanismus der Vpu-gesteuerten Tetherinblockierung ist derzeit noch nicht bekannt. Es wird aber angenommen, dass das virale Vpu, welches seinerseits über eine einzelne Transmembrandomäne verfügt, über diese mit der Transmembrandomäne des Tetherins interagiert und dieses so von der Region der Virusfreisetzung fernhält. Darüber hinaus bewirkt das Vpu-Protein vermutlich die Einschleusung des Tetherins in das trans-Golgi-Netzwerk oder in Lysosomen und den anschließenden Abbau über den β-TrCP2-abhängigen Weg.
Das zweite humane Immundefizienzvirus (HIV-2) und das Ebolavirus setzen zur Blockierung des Tetherins ihre Hüllproteine ein. Während viele Affenimmundefizienzviren (SIV) über kein vpu-Gen verfügen, bilden die Vorläufer von HIV-1 (SIVcpz aus Schimpansen und SIVgor aus Gorillas) ein vpu ohne Anti-Tetherin-Aktivität. Diese Viren benutzen einen anderen Restriktionsfaktor, das multifunktionelle Nef-Protein, um in ihren jeweiligen Wirtsorganismen das Tetherin auszuschalten.
Virale Antagonisten, so auch das humane Tetherin, stellen aufgrund ihrer Speziesspezifität eine signifikante Hürde für den Sprung eines Virus von einer Art (z. B. Schimpanse) auf eine andere Art (z. B. Mensch) dar und erschweren dadurch eine Zoonose. Im Falle von HIV-1 ist es bislang nur den Viren der Gruppe M gelungen, diese Barriere vollständig zu überwinden.